# Pizzo di Pesciora
Pizzo di Pesciora lub Poncione di Pesciora – szczyt w Alpach Lepontyńskich, części Alp Zachodnich. Leży w Szwajcarii na granicy kantonów Ticino i Uri, blisko granicy z Włochami. Należy do podgrupy Alpy Monte Leone – Świętego Gotarda. Można go zdobyć ze schroniska Rotondohütte (2571 m).